# Blaník (opera)

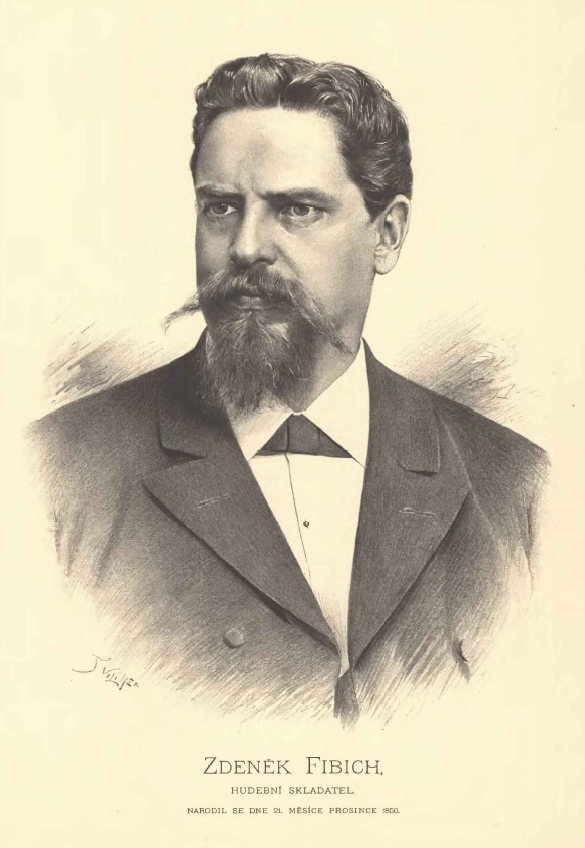
Zdeněk Fibich

Blaník (op. 50) är en romantisk opera i tre akter med musik av den tjeckiske kompositören Zdeněk Fibich till ett libretto av den tjeckiske poeten Eliška Krásnohorská. Den framfördes första gången den 25 november 1881 i Prag.

## Historia
Uppmuntrad av kritiken av hans tidigare opera Bukovín begärde Fibich ett nytt libretto av sin vän Jindřich Pechs Eliška, som skrev under namnet Eliška Krásnohorská. Krásnohorská har redan skrivit flera libretton till sin svåger Hynek Palla och till Bedřich Smetana (Lumír, Viola ), men endast Karel Bendls operor Lejla och Břetislav fullbordades och framfördes.
Redan 1873 bad Fibich Krásnohorská om ett libretto baserat på Schillers tragedi Die Braut von Messina (1803) – han skrev senare operan Bruden från Messina till libretto av Otakar Hostinský – men ett år senare föll valet på Blaník. Innan texten färdigställdes arbetade Fibich med Peter Lohmanns tyska text till operan Frithjof över ett ämne ur dansk historia, men han ansåg verket mer som en dramatisk förberedelse för Blanik och slutade mitt i tredje akten. (Detta fragment förstördes av Fibich tillsammans med ett antal andra kompositioner 1897-98.)
Temat Blaník lockade både librettister och kompositörer, särskilt med dess patriotiska potential. Dessutom var librettot politiskt relevant; budskapet att nationens intressen äger företräde framför individens och gruppens kamp tillämpades i de intensiva stridigheterna mellan de gamla och unga böhmrarna. Fibich var särskilt attraherad av "Smetana"-temat (den färdigställda operan tillägnades "Mäster Bedrich Smetana") och han var väl förtrogen med Smetanas symfoniska dikt Má vlast (1879).
Operan skrevs till en tävling för invigandet av en ny nationalteater. Fibich hade inget hopp om framgång, eftersom det var känt att Smetana skulle delta i tävlingen med sin opera Libuše, så han lämnade in sitt arbete med mottot Lasciate ogni speranza (Överge allt hopp). Ändå prisades hans arbete av juryn: tillsammans med Bendls Montenegrinerna vann Blaník priset på 500 gulden (dvs hälften av priset på 1000 guld som ursprungligen var avsett för kategorin opera seria, som dock saknade lämpliga kandidater) och garanti av en iscensättning på Nationalteatern. Men eftersom teatern förstördes i en brand innan Fibichs opera kunde sättas upp, ägde premiären slutligen rum den 25 november 1881. Verket togs väl emot av publiken och kritikerna, men trots förväntningarna framfördes den endast fem föreställningar.
Librettot publicerades i samband med uruppförandet 1881, klaverutdraget av Fr. A. Urbanek i Prag först 1897 efter den andra uppsättningen av Blaník på Nationalteatern 1894. Vid detta tillfälle gjorde Fibich vissa justeringar och först då tilldelade operan opusnummer 50.

## Om operan

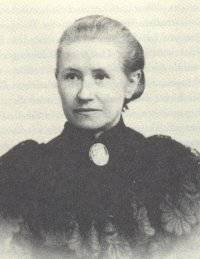
Librettisten Eliška Krásnohorská

Linrettot till Blaník tillhör inte ett av Eliška Krásnohorskás dramatiska verk. Handlingen är komplex, sprudlande och ibland ologisk. Enligt Josef Bartoš "finns det så mycket historia och så mycket musik i 'Blaník' att den kan delas upp i flera separata operor". Historisk-romantiska ögonblick varvas med patriotiska utmaningar, inslag av symboliskt drama med kärleksscener, realistiska skildringar med övernaturliga episoder. Fördelen var dock att denna mångfald gjorde det möjligt för kompositören att visa sina förmågor i stor skala. Varje akt har sin egen övergripande ton - den första är episk, den andra är lyrisk, den tredje har atmosfären av en romantisk ballad. Dessutom bjuder librettot också på slutna nummer (Domovíts ballad i första akten, Kryštofs dryckesvisor i andra).
Dessutom var Krásnohorská den första att plantera in den ursprungligen rent katolska legenden om Wenzel av Böhmen. Detta banade väg för Smetanas symfoniska dikt, där S:t Wenzels trupper besegrade den hussitiska armén.
Under perioden mellan fullbordandet av Bukovín och sammansättningen av Blaník blev Fibich en entusiastisk anhängare av Richard Wagners och Bedřich Smetanas kompositionsprinciper. Wagners inflytande manifesteras både i ett överflöd av karaktäristiska motiv (inte bara alla skådespelarkaraktärer har dem, utan också olika idéer - kärlek, Blaník och hans mystiska charm, riddarna av Blanice) och hur de används. Till exempel förvandlas de personliga motiven till Zdeněk och Jan till värdemotiv som båda karaktärerna representerar: fred och harmoni å ena sidan, strid å andra sidan. Men tvärtemot de strikta principerna för Wagner-musikdramat drar sig Fibich, liksom Smetana, inte för ensembler och dramatiskt motiverade slutna nummer. Det är också Fibichs "smörigaste" opera, fortfarande romantisk och nationellt väckelse. Den skapades i nära anslutning till den symfoniska dikten Záboj, Slavoj och Luděk på ett tema från Königinhofhandskriften, som föregår Smetanas Mitt hemland. Fibich ägnar särskild uppmärksamhet åt kärleksavsnitten och en tendens till en balladton, vilket bäst manifesteras i den första scenen av akt 3 (scenen inuti Blaník), som är operans musikaliska och dramatiska klimax. En specialeffekt i denna scen är den dramatiska riddarmarschen. Helena av Dohalice hamnar inte långt efter de senare Fibich-hjältinnorna (Miranda, Hedy, Šárka, Margit), altrollen som Vita damen Lady, skriven för Betty Hanušová-Fibichová , som kompositören gifte sig med under kompositionen av Blaník ( 1875), är också musikaliskt imponerande.
Kraven på orkestern, kören och ensemblen är mycket högre än i Bukovín, eftersom Blaník komponerades för den stora Nationalteatern, och inte för de trånga utrymmena på Proz landskapsteater.
Trots librettots fallgropar och krångligheter visade sig Fibich i denna opera som en "född musikdramatiker". Karaktärerna lever, musiken är verkligen teatralisk, och enligt Anna Hostomská är det en opera "med fantastisk melodisk rikedom, patetisk spänning i massscenerna, fängslande ensembler och solosång". "Blaník fick Fibichs namn att träda i kraft och Fibich att bli något att räkna med i framtiden."

## Personer
| Roller                                                                                               | Röststämma | 25 november 1881 Dirigent: Adolf Čech |
| --- | ---------- | ------------------------------------- |
| Jan Dohal, provinsdomare                                                                             | bas        | František Hynek                       |
| Helena, hans dotter                                                                                  | sopran     | Marie Sittová                         |
| Bořek, hans son                                                                                      | baryton    | Leopold Stropnický                    |
| Zdeněk Zásmuč                                                                                        | tenor      | Arnošt Grund                          |
| Krištof Rederns                                                                                      | tenor      | Adolf Krössing                        |
| Domovít                                                                                              | bas        | Karel Čech                            |
| Jarmila, hans dotter                                                                                 | sopran     | Herména Frommová                      |
| Härolden                                                                                             | baryton    | Ferdinand Koubek                      |
| Oldrich från Rožmberk, borgmästare                                                                   | bas        | Jan Kolín                             |
| Perchta, Vita damen                                                                                  | alt        | Betty Fibichová                       |
| Medborgare, stadsbor, fångar, familj, rebeller, bönder, flera adelsmän, tjänstemän, Blanice-riddare. |            |                                       |

## Handling

### Akt I
(På rådhusplatsen Staroměstské náměstí i Prag framför Týnkyrkan) Den gamle och sjuke Domovit kommer till torget med sin dotter Jarmila. Han vill dö här på "den heliga platsen där martyrernas land fläckades av blod". Jarmila försöker förgäves avleda honom från dystra tankar. En munter sång hörs från det öppna fönstret. Domovit är arg över detta, Jarmila ropar på hjälp. Helena kommer ut ur ett av husen och erbjuder sin hjälp. När Domovít påminner henne om att han är en kättare, erkänner den rädda Helena att hon också förblev kalken trogen. Domovit berättar historien om hur den vita damen visade sig för honom på berget Blaník, sa åt honom att gå till det allra heligaste och lämna över den magiska ringen till flickan han skulle hitta där - Helena. När han ger bort sin älskade ring, kommer han att säkerställa sin frälsning.
Bägaren tas bort från templet. Stadsborna möts och tittar på med ånger. Vid denna tidpunkt dör Domovít. Desperat ropar Jarmila på hjälp igen. Helenas kära, den värdige katoliken Zdeněk från Zásmuk, kommer tillsammans med hennes bror, Kališník Bořek, med ett glas vin i handen. Bärarna tar den beslöjade kalken till stadshuset, men Bořek stoppar processionen och avtäcker kalken till folkets förvåning. Kören varnar honom. Bořeks far närmar sig, provinsdomaren Jan från Dohalice. En hård sammandrabbning uppstår mellan de två männen, där Bořek frammanar kalkens härlighet och kung Fredrik V av Pfalz när han provocerar Zdeněk - som kämpade på kejsarens sida i slaget vid Vita berget.
Ferdinand utmanar honom på duell. Men Zdeněk skadar honom bara. Johannes av Dohalice avvisar sin son och förbannar honom, trots böner av Zdeněk, Helena och Jarmila.
Härolden proklamerar att den som dör i kätteri inte kan begravas i vigd mark. Jarmila ber Jan om sin pappas kropp, men även han är obarmhärtig i detta och beordrar att liket ska föras till ett vägskäl. Helena och Jarmila ber domaren om nåd, han och Bořek uttrycker sorg men är kompromisslösa. Jan och Bořek är oense på ett dåligt sätt, även om Zdeněk varnar dem för osämja. Men Jan av Dohalice vägrar: "och låt nationen gå under så snart giftet urholkas av giftet." Inte ens Bořek vill dra fördel av Zdeněks gästfrihet, precis som Jarmila vägrar plats åt sin far i Zdeněks förfäders grav och låter honom ta hem honom under Blaník: Bořek och Jarmila åker tillsammans.
Zdeněk och Helena bekänner sin kärlek i de svåraste tiderna. Helena ger Zdeněk ringen hon fick av Domovít. I det ögonblicket visar sig en vit dam upp för Zdeněk och trots Helenas protester beger sig Zdeněk till Blaník, där han kommer att finna frälsning för sin nation och hemland.

### Akt II
En grupp protestantiska rebeller ledda av Krištof av Raedern, vars gård konfiskerades till förmån för Albrecht von Wallenstein, har slått läger nedaför Blaník ; rebellerna är nu engagerade i räder och är inhysta i en liten stuga som tillhörde Domovít. Den utmattade Jarmila och sårade Bořek anländer. Rebellerna irriterar Jarmila och gör narr av Bořek. Krištof från Raedern tar hand om båda nykomlingarna och bjuder dem på en drink. Bořek och Krištof pratar kort om sina öden och den unge mannen bestämmer sig för att gå med i den protestantiska enheten. Hans främsta mål är att befria sin syster, som hans far tvingat att gå i klostret; det passar även Raedern, som känner till Helenas skönhet.
Borek och Jarmila är ensamma i kojan. Mystisk musik hörs från Blaník. Jarmila läker Bořeks sår med smörjmedel och örter och han somnar. Men även Helena dyker upp, hon lyckades fly från sin far i mörkret när han ledde henne till klostret. Hon skulle vilja försona sin far och sin bror. Men när Jan av Dohalice anländer kallar Bořek Raederns soldater till sig. Plötsligt kollapsar klipporna och riddarna av Blanices armé, ledd av Oldřich av Rožmberk, visar sig för Bořek. Oldřich frågar om Bořek är hjälten som hans dotter Perchta skulle ge honom. Men medan riddarna vill ha kärlek och försoning från den eftersökte hjälten, avvisar Bořek dem: han kräver hämnd. Riddarna håller på att försvinna.
Slutligen svarar Raederns soldater på kallelsen och efter en kort kamp griper provinsdomaren och hans döttrar in. Jan släpps, men Krištof anser att Helena är hans byte. Helena vägrar att lämna honom och tar istället sin tillflykt till Bořek. Förvirringen avbryts av uppkomsten av en vit dam som svävar i luften och för Zdeněk från Zásmuk bakom sig. Helena försöker hålla kvar honom, men Zdeněk följer den vita damens instruktioner utan ett ord och går in i Blaníks inre, dit han bjuds in av riddarröster.

### Akt III
Inne i berget Blaník sover riddare, mestadels gamla män i vita dräkter. Zdeněk från Zásmuk anländer, till vilken den vita damen lovade att finna frälsning här för sitt hemland. Först med sin röst, sedan med slagen från Oldřich av Rožmberks gyllene svärd, väcker Zdeněk riddarna ur sömnen. Zdeněk beskriver för spökena de lidanden som hemlandet upplevt, särskilt förbittring och osämja. Domovíts spöke skulle vilja gå till landets undsättning, men Oldřich håller tillbaka honom: enligt profetian har de två år på sig att vänta. Zdeněk är arg och vill återvända ut för att fortsätta kampen. Den vita damen släpper honom, men ger honom en krans och ett gyllene svärd. Må det lidande hemlandet uppfriskas av Blaníks hoppfulla budskap: nationen kommer inte att resa sig genom vapnens kraft, utan genom kärlekens kraft. Zdeněk svär fortfarande en ed inför riddarna att hemlandet kommer att räddas, och han återvänder till jorden.
Jarmila och Helena betraktar oroligt landskapet. Jan av Dohalice återvänder med sina trupper och dödar Raederns män, nu ledda av Bořek. Helena är rädd och minns Zdeněk. Men Jan från Dohalice är redan här och han kommer till den ensamma Bořek. Helena och Jarmila tar honom i sitt skydd och Helena försöker förmedla försoning mellan far och son för sista gången. När de båda är orubbliga bekänner han för sin far att han håller fast vid Kalisz-tron. En arg Jan ser skuld hos Bořek och kastar sig över honom med ett svärd, men Helena står i vägen för honom och hans far hugger henne. Helena dör med Zdeněks namn på sina läppar. Medan Jan, Bořek och Jarmila är förtvivlade kommer ett budskap om kunglig nåd till Bořek. Jan är dock inte tyst och ber Bořek att på egen hand hämnas sin systers död; Borek vägrar och är redo för fred.
I det här ögonblicket kommer Zdeněk upp från berget och för med sig nyheterna från Blaník. Han hittar en död Helena som kämpade för sitt land, inte med vapen utan med kärlek. Han lägger ett gyllene svärd i hennes händer och kransar henne med blommorna som den vita damen gav honom. Helena vaknar till liv i sina armar. Alla gläds och svär fred och kärlek.